# Pardosa ibex
Pardosa ibex là một loài nhện trong họ Lycosidae.
Loài này thuộc chi Pardosa. Pardosa ibex được Jan Buchar & Konrad Thaler miêu tả năm 1998.